# 沙織事件
沙織事件（さおりじけん）とは、1991年にアダルトゲーム『沙織 -美少女達の館-』を開発・発売したフェアリーテールが摘発された事件である。日本の成人向けゲーム業界に影響を与え、コンピュータソフトウェア倫理機構設立のきっかけともなった。

## 背景
当時のパソコンユーザーはマイコン族と称され、後年の「オタク」と同じく否定的な意味合いが含まれるほど、パソコンは一般に普及しておらず、パソコンゲームもマイナーなものであった。そのため、各メーカーの倫理観は希薄であって明確な規制が設けられておらずまた、性器部分に最初からモザイク処理されていない場合もあった。
また、処理されている場合でも、特定のキーを押してコマンドを入力すればモザイクを外せる仕様を搭載したケースもあった。
1986年（昭和61年）、刑法177条強姦罪をモチーフにした『177』（マカダミアソフト/デービーソフト）が公明党所属当時の草川昭三によって国会で取り上げられ、激しく非難を受けた。あまり知名度の高い作品ではなかったが、コンピュータゲームに性的表現を含むものがあることが、これをきっかけとして世に広く知られるに至った。
さらに、この事件では成人向けコンピュータゲームを18歳未満の学生が購入していたことも、非難の理由となった。

## 経緯
1991年、京都府の男子中学生が、成人向けゲーム『沙織 -美少女達の館-』を万引きするという事件が起きた。本来ならこの少年が処分を受けて終わるはずであったが、東京・埼玉連続幼女誘拐殺人事件などを受け「有害コミック」への非難が高まる中（有害コミック騒動）、未成年の性的な興味をむやみに引く有害コンテンツだとして、アダルトゲームにも非難の矛先が向けられるようになった。
その結果、1991年11月25日に京都府警察少年課は『沙織』の発売元である「X指定」および「フェアリーテール (FAIRYTALE)」ブランドを有するキララおよび親会社のジャスト (JAST)、そして家電販売店など4箇所の家宅捜索に着手し、当時のジャストの社長やキララの配送室長が猥褻図画販売目的所持で逮捕された。対象となったのは、フェアリーテール・X指定の『沙織』と『ドラゴンシティX指定』、ジャストの『天使たちの午後3 番外編』『天使たちの午後4 〜ゆう子〜』であった。この事件は後に『沙織事件』、あるいは社名の頭文字から『FJ事件』と呼称されるようになった。

## 影響
事件そのものは、摘発された2社が罰金を支払うことで一応の終息を迎えた。一方、アダルトソフトのメーカー各社は性的表現の修正に追われることとなったうえ、統一した基準がないことから、性的表現そのものを削除する判断を下したメーカーもあった。一方、事件後に発売された作品の中には、スタークラフトの『すとりっぷルーレット　ロリータ編』（1993年発売、PC-98）のように、小中学生であっても局部の修正が行われていないケースもあった。
一方、イラストレーターのもりけんは、アスキーのPC雑誌『MSXマガジン』に連載していたコラム「もりけんのすけべで悪いかっ！」（1992年4月号掲載分）の中で、事件前から開発が進んでいた作品においては性器の部分を慌てて消したような形跡がみられたと指摘しており、とりわけ当事者であるフェアリーテールの『ギゼ!』については元のイラストを台無しにするような修正の仕方だったと述べている。また、もりけんはある雑誌に掲載されていたメーカー各社のコメントがどれも「自分のソフトは以前から美少女ソフトであり、摘発されたようなアダルトソフトとは違う」との旨ばかりで呆れたと述べている。もりけんによると、メーカーは「美少女ソフトは男女合意の上での性行為を主題としている一方、アダルトソフトは暴力的な性描写や男性が女性を性欲の発散の道具として扱うもの」として定義しているが、後者に該当する『Rance』シリーズが非難されないのは不自然であり、詭弁であると断言している。
他方、ビジュアルアーツ代表の馬場隆博によると、本件によって一時期アダルトゲーム開発の動きが鈍ったと2019年の電ファミニコゲーマーとのインタビューの中で振り返っており、実際に同社のブランドの一つであるボンびぃボンボン!から発売されたばかりの『しぇいくしぇいく!』は、販売中止を余儀なくされた。
当事者のアイデスはキララより改称したうえで、純愛・ギャグ・硬派・ホラーといった多様な方向性を模索した。一方、ジャストは修正を厳しくすることでそれぞれしのいだ。
こうした混乱から、アダルトゲーム業界としての組織防衛の必要性が認識され、コンピュータソフトウェア倫理機構（ソフ倫、EOCS）が1992年（平成4年）に設立されることとなる。
1992年4月1日、先の事件を受けて日本パーソナルコンピュータソフトウェア協会（パソ協）が性的描写の存在する旨を伝える「18禁シール」を製作し、販売した。これが、コンピュータゲームにおける公的なレイティングの初出である。
1992年7月、宮崎県において青少年保護育成条例が改定されてコンピュータソフトウェアも有害図書の対象となり、ヘア描写のあったGAINAXの『電脳学園』 などが指定された。
1992年8月25日、アダルトゲーム制作各社が会合を開き、ソフ倫を設立した。ソフ倫は、レイティングとして全年齢対象の「一般作」、18歳未満禁止の「18禁」の2つを設け、ソフ倫の審査を受けずに成人向けソフトを販売した場合、流通を通さないよう問屋に要請した。その結果、未審査の成人向けソフトは事実上商業ベースでは出回らなくなった。
一連の出来事は、日本のコンピュータゲームにおいて自主規制によるレイティングを設ける契機となった。成人向けコンピュータゲームを主な対象とするのはソフ倫のほか、2003年よりコンテンツ・ソフト協同組合 (CSA) による審査が加わった。
家庭用ゲーム機においては、ハードメーカーによる独自審査が長く続いたが、2002年よりコンピュータエンターテインメントレーティング機構 (CERO) による審査が行われている。
もりけんは前述のコラムの中で、事件直後のパソコンショップなどの流通関係者には混乱が見られたものの、第2の摘発がなかったため、事件前とほぼ同様の状態でソフトの販売が行われているとしつつも、小売店の中には成人向け作品だけをほかのソフトから離れた場所で売っているところもあると述べている。また、もりけんは「もりけんのすけべで悪いかっ！」（1992年3月号掲載分）にて、事件後に読者からアダルトゲーム業界を心配する声が寄せられたものの、その心配はないと答えている。もりけんは、もし本件によってアダルトゲームがMSXから消え、それがMSX業界の衰退につながったとしてもアダルトゲーム業界の責任ではなく、MSXそのものが潮時を迎えただけだと述べている。

### 当該作品のその後
キララ（現F&C）とジャストの対応は分かれた。キララは当該作品を廃盤とし、修正版を出すことはなかった。後年におけるF&Cの商品情報でも作品リストから外されており、発売自体が無かったものとして扱われている。
一方、ジャストは当該作品を廃盤にしたのち、『天使たちの午後3 番外編』については『天使たちの午後3 番外編・反省版』と改訂して単体で発売した。また、『天使たちの午後 CollectionII』には、『天使たちの午後3 番外編・反省版』と『天使たちの午後4 〜ゆう子〜』の修正版が収録された。